# Kerehithalu, Sagar
Kerehithalu là một làng thuộc tehsil Sagar, huyện Shimoga, bang Karnataka, Ấn Độ.